# A Ceremony of Carols
 (novembre 2013).
A Ceremony of Carols, opus 28, de Benjamin Britten, est une œuvre pour chœur à voix égales (dans la version d'origine un chœur d'enfants), à trois voix, avec des interventions de voix (d'enfants, ou de femmes) en solistes. L'ensemble comporte une partie de harpe (pour l'accompagnement, mais l'instrument assure seul le numéro 7 Interlude). Britten commença à écrire la partition au cours d'une traversée en bateau en 1942.
Écrite pour le temps de Noël, l’œuvre est constituée de 11 parties (11 Christmas Carols). La partition, à l'écriture souvent très élaborée, a été conçue à partir de ces 11 textes de Noëls. Tous sont chantés, sauf l’Interlude pour harpe seule. La plupart d'entre eux sont tirés de The English Galaxy of Shorter Poems édité par Gerald Bullett (en). Ils sont en anglais, en moyen anglais et en latin.
Un certain nombre de ces textes a été utilisé par la suite par d’autres compositeurs, notamment Adam lay ybounden (en) par Boris Ord. 
L’œuvre a été composée entre mars et octobre 1942 alors que Britten a 28 ans, lors d’une traversée en bateau, des États-Unis vers l’Angleterre, à la même époque que l’Hymn to St. Cecilia (en) dont elle est très proche du point de vue stylistique. 
À l’origine conçue comme une série de pièces chantées sans lien entre elles, l’œuvre a été unifiée par la suite, encadrée au début et à la fin par les processions d’entrée (Procession) et de sortie (Recession) chantées à l’unisson sur l’antienne grégorienne Hodie Christus natus est. Un solo de harpe sur le même thème grégorien, de même que quelques motifs de Wolcum Yole !, ajoutent à l’unité de l’œuvre. De plus, dans les mouvements As dew in Aprille, This little Babe et Deo Gratias, le chœur reprend des effets de la harpe en écriture canonique serrée. 
Plusieurs épisodes présentent de grandes difficultés techniques pour l'interprétation. En effet, dans beaucoup d'églises anglaises, des chœurs d'enfants continuent à être formés au chant et à la musique pendant l'étendue de leur scolarité (à la manière des classes françaises à horaires aménagés).

## Genèse de l’œuvre

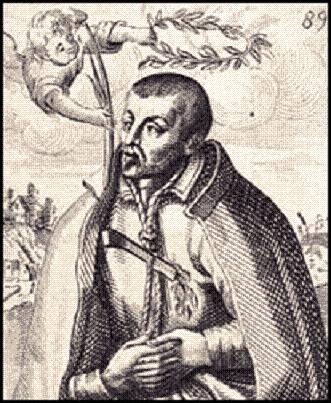
Sir Robert Southwell (1561-1595), martyr et saint de l'Église catholique, est l'auteur de This little Babe extrait de Newe Heaven, Newe Warre (1595) et de In Freezing Winter Night, textes utilisés par Britten dans A Ceremony of Carols.

Lorsqu’il part aux États-Unis en 1939, Benjamin Britten avait reçu une commande, jamais honorée, d'Edna Phillips, d’un concerto pour harpe. 
En 1942, il embarque à bord du navire suédois MS Axel Johnson et durant la traversée de l’Atlantique le ramenant en Angleterre, Britten étudie les traités de composition pour harpe donnés par Edna Phillips. Lors d’un arrêt pour réparation à Halifax, en Nouvelle-Écosse, Britten achète The English Galaxy of Shorter Poems édité par Gerald Bullett (en) contenant 5 des poèmes mis en musique dans la version primitive : 
- 3. There is no Rose
- 5. As dew in Aprille (en)
- 6. This little Babe
- 8. In Freezing Winter Night
- 10. Deo Gratias

auxquelles s’ajoutent 4b. Balulalow et une première version d’Hodie Christus natus est sur une musique différente de la musique définitive. 
Cette version primitive porte le nom de 7 Christmas Carols et date de 1942. 
De retour chez lui, Britten ajoute 1. Procession et 11. Recession sur la mélodie grégorienne, et la musique initialement composée pour Hodie est réutilisée pour 2. Wolcum Yole !. 
Il compose également 9. Spring Carol. C’est cette version (sans 4a. That yongë child et l’Interlude pour harpe seule, qui seront ajoutés ensuite) qui est créée à la Bibliothèque de Norwich Castle le 5 décembre 1942 par le chœur de femmes Fleet Street Choir dirigé par T.B. Lawrence avec Gwendolen Mason à la harpe. 
La version définitive est créée en 1943 au Wigmore Hall par le Morriston’s Boys’ Choir, avec Maria Korchinska à la harpe, dirigés par le compositeur. 
À la suite du succès de la pièce : l’éditeur Boosey & Hawkes demande à Julius Harrison de réaliser un arrangement pour chœur mixte, publié en 1955. 
L’œuvre est dédiée à Ursula Nettelship, chef de chœur et professeur de chant, qui prendra en charge la création de la Cantate Saint Nicolas, op. 42. 
Pour le lieu et la date de composition, la partition définitive comporte la mention « At sea, M. S. Axel Johnson. March, 1942 » (« En mer, à bord du M.S. Axel Johnson, mars 1942 »).

## Structure

### 1. Procession "Hodie Christus natus est"
Ce chant est une antienne grégorienne du Magnificat des secondes Vêpres de Noël. Il est confié aux sopranos qui la chantent en entrant progressivement sur scène dans la manière d'une procession traditionnelle dans les églises chrétiennes. Il ne possède pas d'indication de mesure, ce qui laisse une liberté de tempo aux interprètes. Les deux dernières mesures peuvent être répétées à loisir le temps que les chanteurs prennent leur place.
      Hodie Christus natus est,

      hodie Salvator apparuit,

      hodie in terra canunt angeli,

      laetantur archangeli:

      hodie exsultant justi, dicentes:

      Gloria in excelsis Deo.

      Alleluia!

### 2. Wolcum Yole!
Ce second chant est une pièce festive et pleine d'entrain destinée à annoncer la venue des prochaines dates importantes du calandrier : Yule (25 décembre), la Fête de la Saint-Étienne (26 décembre), St John's Day (27 décembre), le jour des Saints Innocents (28 décembre), Thomas Becket (29 décembre), et enfin le Jour de l'An, Twelfth day et la Chandeleur (2 Février). Le texte est écrit en Moyen-anglais.
      Wolcum, Wolcum,

      Wolcum be thou hevenè king,

      Wolcum Yole!

      Wolcum, born in one morning,

      Wolcum for whom we sall sing!

      Wolcum be ye, Stevene and Jon,

      Wolcum, Innocentes every one,

      Wolcum, Thomas marter one,

      Wolcum be ye, good Newe Yere,

      Wolcum, Twelfthe Day both in fere,

      Wolcum, seintes lefe and dare,

      Wolcum Yole, Wolcum Yole, Wolcum!

      Candelmesse, Quene of Bliss,

      Wolcum bothe to more and lesse.

      Wolcum, Wolcum,

      Wolcum be ye that are here, Wolcum Yole,

      Wolcum alle and make good cheer.

      Wolcum alle another yere,

      Wolcum Yole. Wolcum!

### 3.There is no Rose
Le manuscrit de "There is no Rose" est conservé au Trinity College (MS 0.3.58) et date du début du XVe siècle. Le ton y est plus révérencieux : le chœur chante la beauté de la naissance de Jésus. Les sopranos et les altos chantent doucement la mélodie à la manière d', tantôt seuls, tantôt accompagnés par le reste de l'ensemble qui les rejoignent à l'unisson. Cette pièce est écrite en langue macaronique, ce qui signifie qu'elle est à la fois en langue vernaculaire (Anglais) et en Latin.
      There is no rose of such vertu

      As is the rose that bare Jesu.

      Alleluia, Alleluia,

      For in this rose conteinèd was

      Heaven and earth in litel space,

      Res miranda, Res miranda.

      By that rose we may well see

      There be one God in persons three,

      Pares forma, pares forma.

      The aungels sungen the shepherds to:

      Gloria in excelsis, gloria in excelsis Deo!

      Gaudeamus, gaudeamus.

      Leave we all this werldly mirth,

      and follow we this joyful birth.

      Transeamus, Transeamus, Transeamus.

      Alleluia, Res miranda, Pares forma, Gaudeamus,

      Transeamus.

### 4. That youngë child
Ce texte-ci est anonyme. Le chant fait entendre un solo de soprano, accompagnée par la harpe. Les possibilités expressives qu'offrent ce mouvement lui confère un aspect dramatique, et fait penser à un récitatif.
      That yongë child when it gan weep

      With song she lulled him asleep:

      That was so sweet a melody

      It passèd alle minstrelsy.

      The nightingalë sang also:

      Her song is hoarse and nought thereto:

      Whoso attendeth to her song

      And leaveth the first then doth he wrong.

### 5. Balulalow
Le texte de Balulalow a été écrit par frères Wedderburn, en 1548 environ. Il commence par un solo de soprano censé dépeindre la Vierge Marie chantant une berceuse à son nouveau-né. Le chœur rejoint la soprano pour la deuxième strophe, avec un caractère plus joyeux.
      O my deare hert, young Jesu sweit,

      Prepare thy creddil in my spreit,

      And I sall rock thee to my hert,

      And never mair from thee depart.

      But I sall praise thee evermoir

      with sangës sweit unto thy gloir;

      The knees of my hert sall I bow,

      And sing that richt Balulalow!

### 6. A dew in Aprille

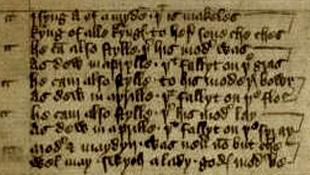
Manuscrit du XV du poème en moyen anglais ' (Sloane Manuscript BL MS. 2593 conservé à la British Library), texte utilisé par Britten pour "As dew in Aprille"

Ce texte a été écrit par Sloane dans le premier quart du quart du XVe siècle. Il est conservé à la British Library. Le chant, dans lequel le point de vue passe du bébé à la Vierge Marie, possède un ton tendre et réconfortant. Les différentes voix du chœur entrent en canon afin de donner un effet d'écho. Alors que la nuance baisse progressivement vers un pianissississimo, le chœur fait entendre un forte soudain et sonore pour la dernière strophe.
      I sing of a maiden

      That is makèles:

      King of all kings

      To her son she ches.

      He came al so stille

      There his moder was,

      As dew in Aprille

      That falleth on the grass.

      He came al so stille.

      To his moder’s bour,

      As dew in Aprille

      That falleth on the flour.

      He came al so stille

      There his moder lay,

      As dew in Aprille

      That falleth on the spray.

      Moder and mayden

      was never none but she;

      Well may such a lady

      Goddes mother be.

### 7. This little Babe
Ce chant est extrait de "Newe Heaven, Newe Warre" de Robert Southwell, écrit en 1595. Il contraste totalement avec les mouvements précédents par sa noirceur et son ambiance angoissante. L'argument du texte est une bataille entre le bébé et Satan (allégorie du Bien et du Mal), ce que Britten rend avec un tempo rapide, un crescendo s'étendant tout le long de la pièce, des entrées en imitation et une polyrithmie du chœur avec l'ostinato rythmique de la harpe dans le mode mineur. Le climax de la pièce fait entendre une brusque modulation tandis que l'ostinato de harpe devient une simple batterie de croches, donnant le sentiment d'une course à l'abîme.
      This little Babe so few days old,

      Is come to rifle Satan’s fold;

      All hell doth at his presence quake,

      Through he himself for cold do shake;

      For in this weak unarmèd wise

      The gates of hell he will surprise.

      With tears he fights and wins the field,

      His naked breast stands for a shield;

      His battering shot are babish cries,

      His arrows looks of weeping eyes,

      His martial ensigns Cold and Need,

      And feeble Flesh his warrior’s steed.

      His camp is pitchèd in a stall,

      His bulwark but a broken wall;

      The crib his trench, haystalks his stakes;

      Of shepherds he his muster makes;

      And thus, as sure his foe to wound,

      The angels’ trumps alarum sound.

      My soul, with Christ join thou in fight;

      Stich to the tents that he hath pight.

      Within his crib is surest ward;

      This little Babe will be thy guard.

      If thou wilt foil thy foes with joy;

      Then flit not from this heavenly Boy!

### 8.Interlude
Ce mouvement, assez inattendu, est un solo de harpe de caractère intriguant et angélique, dans lequel l'auteur fait la part belle aux sons harmoniques. La deuxième partie du morceau fait entendre un rythme de valse dans lequel les deuxième et troisième temps sont parfois manquants, effet participant du sentiment mystique et mystérieux que laisse ce morceau.

### 9.In Freezing Winter Night
Le texte de ce chant est également de Southwell. Le chœur est appelé à former un rond afin de chanter le récit de la naissance de Jésus. Le chœur et la harpe progressent dans le mouvement à des rythmes différents et, au fur et à mesure, se synchronisent jusqu'à ce qu'ils soient au même rythme juste avant la fin. Le chant est censé symboliser la discorde sur terre avant et pendant la naissance du Christ et l'espoir d'avenir et d'harmonie que ce dernier apporte.
      Behold, a silly tender babe,

      in freezing winter night,

      In homely manger trembling lies

      Alas, a piteous sight!

      The inns are full; no man will yield

      This little pilgrim bed.

      But forced he is with silly beasts

      In crib to shroud his head.

      This stable is a Prince’s court,

      This crib his chair of State;

      The beasts are parcel of his pomp,

      The wooden dish his plate.

      The persons in that poor attire

      His royal liveries wear;

      The Prince himself is come from heav’n;

      This pomp is prizèd there.

      With joy approach, O Christian wight,

      Do homage to thy King,

      And highly praise his humble pomp,

      wich he from Heav’n doth bring.

### 10.Spring Carol
Ce chant du XVIe siècle fut également mis en musique, vers le début du XVIe siècle, par William Cornysh. Britten en fait un dialogue entre deux sopranos annonçant les premiers signes du printemps. Le mouvement s'achève avec un appel à remercier Dieu, ce qui constitue une parfaite transition avec le prochain chant, Deo Gratias.
      Pleasure it is to hear iwis the Birdès sing,

     The deer in the dale, the sheep in the vale,

     the corn springing.

     God’s purvayance For sustenance.

     It is for man.

     Then we always to him give praise,

     And thank him than.

### 10.Deo Gratias

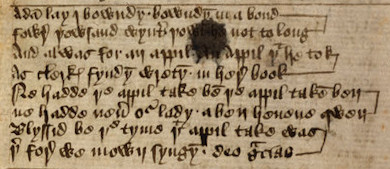
Manuscrit du XV du poème en moyen anglais ' (Sloane Manuscript BL MS. 2593 conservé à la British Library), texte utilisé par Britten pour le "Deo Gratias"

Deo Gracias est basé sur un poème anonyme en langue macaronique datant du XVe siècle, "Adam lay i-bounden" (« Adam est tenu captif »). Il relate les événements du Chapitre 3 de la Genèse, la Chute de l'Homme, où Ève est surprise à croquer dans le Fruit défendu. Le texte a ceci d'original qu'il présente l'épisode comme un accident heureux, comme le souligne le dernier vers : "Blessèd be the time That appil takè was" « Béni soit le moment Où la pomme fut prise »). Cette idée fut introduite par St. Ambroise et St. Augustin, et développée par la suite par Thomas d'Aquin au XIIIe siècle. L'utilisation de rythmes syncopés (accentuation du contretemps pour créer un sentiment de décalage) et de staccato (notes courtes et détachées) donne au chœur une énergie presque véhémente dans sa prière à Dieu. Le chœur et la harpe jouent tous deux de plus en plus fort jusqu'à atteindre le dernier accord.
      Deo gracias! Deo gracias!

      Adam lay i-bounden, bounden in a bond;

      Four thousand winter thought he not too long.

      Deo gracias! Deo gracias!

      And all was for an appil, an appil that he tok,

      As clerkès finden written in their book.

      Deo gracias! Deo gracias!

      Ne had the appil takè ben, the appil takè ben

      Ne haddè never our lady a ben hevenè quene.

      Blessèd be the time that appil takè was.

      Therefore we moun singen.

      Deo gracias!

### 11.Recession
Ce dernier chant est une simple reprise de l’Hodie Christus qui ouvre le recueil. Le chœur le chante à nouveau alors qu'il quitte progressivement la scène.
      Hodie Christus natus est,

      hodie Salvator apparuit,

      hodie in terra canunt angeli,

      laetantur archangeli:

      hodie exsultant justi, dicentes:

      Gloria in excelsis Deo.

      Alleluia!

## Discographie
- Par l'Escolania de Montserrat, direction Ireneu Segarra : Benjamin Britten (A Ceremony of Carols), Felix Mendelssohn (3 motets Op. 39). Discos Abadia de Montserrat 1990 ; Rééd. Jade 2004